# Earl of Halsbury

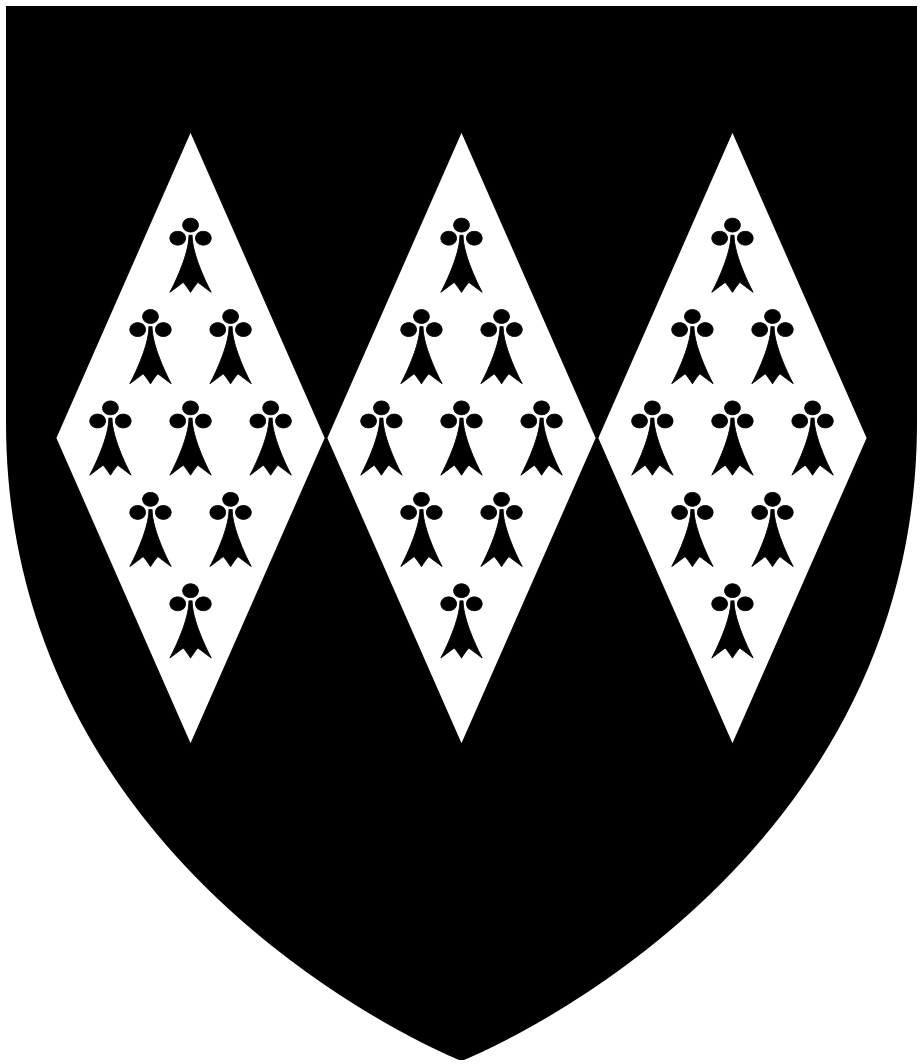
Wappen der Earls of Halsbury

Earl of Halsbury war ein erblicher britischer Adelstitel in der Peerage of the United Kingdom.

## Verleihung, nachgeordnete Titel und Erlöschen
Der Titel wurde am 17. Januar 1898 für den Lordkanzler Hardinge Giffard, 1. Baron Halsbury geschaffen. Zusammen mit dem Earlstitel wurde ihm der nachgeordnete Titeln Viscount Tiverton, of Tiverton in the County of Devon, verliehen. Bereits am 26. Juni 1885 war er zum Baron Halsbury, of Halsbury in the County of Devon, erhoben worden.
Alle drei Titel erloschen am 31. Dezember 2010 beim Tod seines Urenkels, des 4. Earls.

## Liste der Earls of Halsbury (1898)
- Hardinge Giffard, 1. Earl of Halsbury (1823–1921)
- Hardinge Giffard, 2. Earl of Halsbury (1880–1943)
- John Giffard, 3. Earl of Halsbury (1908–2000)
- Adam Giffard, 4. Earl of Halsbury (1934–2010)